# Luobuqiongzi (häradshuvudort i Kina, Tibet Autonomous Region, lat 29,17, long 89,25)
Luobuqiongzi (kinesiska: 洛布穷孜, Bailang Xian, 白朗县) är en häradshuvudort i Kina. Den ligger i den autonoma regionen Tibet, i den sydvästra delen av landet, omkring 190 kilometer väster om regionhuvudstaden Lhasa. Antalet invånare är 42 551. Befolkningen består av 20 309 kvinnor och 22 242 män. Barn under 15 år utgör 24,0 %, vuxna 15-64 år 69 %, och äldre över 65 år 5,0 %.
Runt Luobuqiongzi är det glesbefolkat, med 16 invånare per kvadratkilometer. Luobuqiongzi är det största samhället i trakten. Trakten runt Luobuqiongzi består i huvudsak av gräsmarker.
Genomsnittlig årsnederbörd är 600 millimeter. Den regnigaste månaden är juli, med i genomsnitt 201 mm nederbörd, och den torraste är januari, med 2 mm nederbörd.